# Јанко Бродарич
Јанко Бродарич (Росалнице, 1. октобар 1922 — Вељун, јесен 1943), учесник Народноослободилачке борбе и народни херој Југославије.

## Биографија
Рођен је 1922. године у Росалницама код Чрномља, као једно од шестеро деце у сиромашној сељачкој породици. Изучио је ковачки занат.
Године 1941. године активно је почео да сарађује и да учествује у организацијама Народноослободилачког покрета.
Априла 1942. године италијански фашисти опколили су његову кућу настојећи да га ухвате и затворе. Он им је побегао и дошао у Прву горанску партизанску чету. Маја месеца исте године ступио је у Белокрајинску чету. У борбама које је чета водила, нарочито на Старом Тргу у Колпи, исказао се нападајући непријатељске бункере као бомбаш. У тој борби непријатељско упориште било је освојено, али је Јанко био тешко рањен. Партизани су се у међувремену повукли. Он је остао на бојишту, сачекао да падне ноћ и склонио се у некакав јарак у коме је у несвестици остао два дана. Ту су га нашли мештани онесвешћеног, склонили га и омогућили му да оде до партизанске болнице. Ускоро је остао без ноге.
У току Четврте непријатељске офанзиве налазио се са тешким рањеницима у разним склоништима. Једном приликом мислећи да су италијански фашисти открили склониште, покушао је да изврши самоубиство да не би жив пао непријатељу у руке. Када се мало опоравио, тражио је да одмах оде у одред. Међутим, морао је са осталим партизанским рањеницима да се склони на ослобођену територију у Хрватској.
На том тешком путу, чета која је пратила рањенике сукобила се с усташама. Иако тешки инвалид, он је већ до тада неколико пута тражио да иде у борбу, али му није дозвољено. Сада, у критичном тренутку, када је пао митраљезац пратеће чете, Јанко је узео његов митраљез и почео да пуца по непријатељу из непосредне близине. Тако су добрим делом и његовом заслугом рањеници спашени и повучени на ослобођену територију, док је он погинуо у сукобу.
Указом председника Федеративне Народне Републике Југославије Јосипа Броза Тита, 27. новембра 1953. године, проглашен је за народног хероја.